# Ferrovia marmifera di Lasa
La ferrovia marmifera di Lasa (o ferrovia delle cave di marmo di Lasa, in lingua tedesca Laaser Marmorbahn) è una linea ferroviaria privata ad uso industriale sita nel comune italiano di Lasa (BZ). Suo scopo è facilitare il trasporto del marmo estratto nelle cave locali.

## Storia
Nel 1929 la società Lasa Marmo, dando seguito a un'intuizione dello scultore Matthias Gasteiger, decise di migliorare il sistema di trasporto del marmo venostano dalla locale cava di Acqua Bianca (Weißwasserbruch, sita a 1526 m s.l.m. di altitudine, in una zona difficilmente accessibile) allo stabilimento di stoccaggio e lavorazione, collocato circa 700 m più a valle, presso il centro abitato di Lasa.
Il progetto fu affidato all'ingegnere Karl Francini; la costruzione, appaltata alla ditta Adolf Bleichert & co. di Lipsia, fu conclusa entro il 1930. Ne risultò un impianto di trasporto composito, comprendente una teleferica, una prima tratta ferroviaria a scartamento ridotto ("ferrovia superiore"), una funicolare ("piano inclinato") e un'altra ferrovia a scartamento ridotto ("ferrovia inferiore").
Dall'apertura della linea il servizio vi è sempre stato operato regolarmente, senza aver mai subìto interruzioni significative in oltre ottant'anni di operatività. Date le loro caratteristiche di estrema semplicità tecnico-funzionale (che rendevano peraltro l'infrastruttura particolarmente solida), gli apparati vennero lungamente lasciati privi di una significativa manutenzione. Ne è emblematico il fatto che i ricambi originali forniti dalle ditte costruttrici nel 1929 non sono mai stati utilizzati.
Nei primi anni 2000 tuttavia l'assenza di interventi migliorativi finì per esporre l'infrastruttura a vari problemi: frane e cedimenti del terreno (assai frequenti a causa della friabilità della roccia dolomitica) causarono a più riprese danni alle rotaie, che vennero riparati con interventi d'urgenza e a carattere non permanente. Allorché tali disfunzioni divennero passibili di intralciare l'operatività dell'impianto vennero dunque intraprese le prime iniziative a sua tutela, che nel 2007 trovarono un riferimento in un'associazione costituita ad hoc, la Verein Freunde der Schrägbahn. Nel 2009 il comune di Lasa ha quindi rilevato in prima persona la proprietà dell'infrastruttura, al fine di garantirne il mantenimento e consentirne l'utilizzo anche a beneficio di altre società minerarie.
Col passaggio alla gestione comunale la ferrovia è stata inoltre valorizzata anche sotto il profilo turistico: il sedime è stato reso più facilmente accessibile attraverso strade e sentieri pubblici, corredati da appositi pannelli esplicativi atti a rendere comprensibile la visita all'infrastruttura, presso la quale si organizzano anche visite guidate.

## Caratteristiche

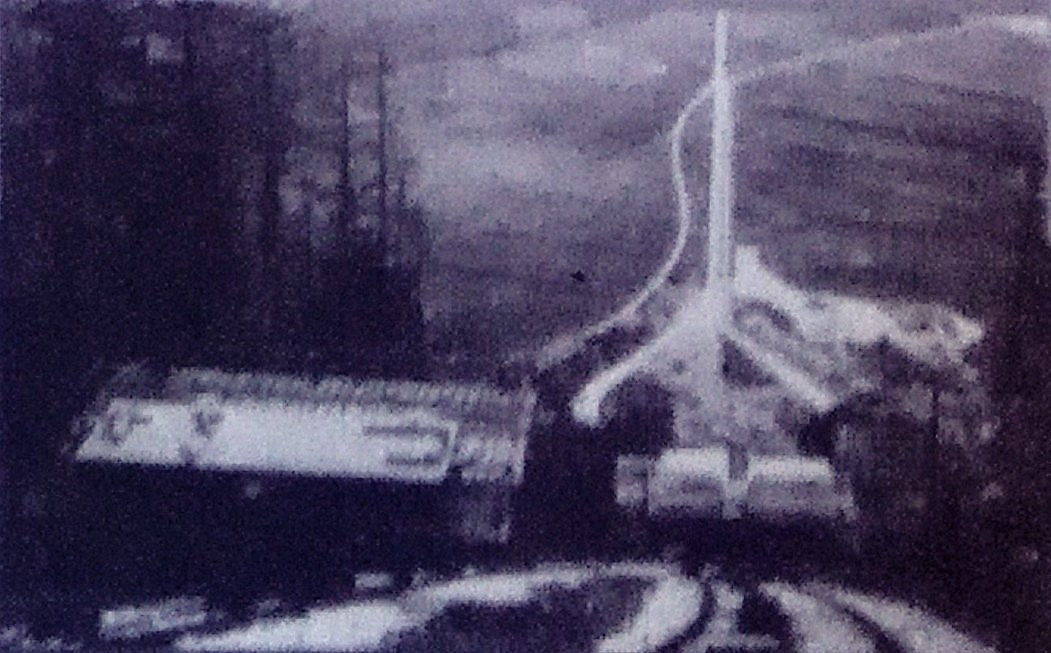
Immagine d'epoca ritraente le piattaforme di carico mentre s'incrociano a metà del piano inclinato.

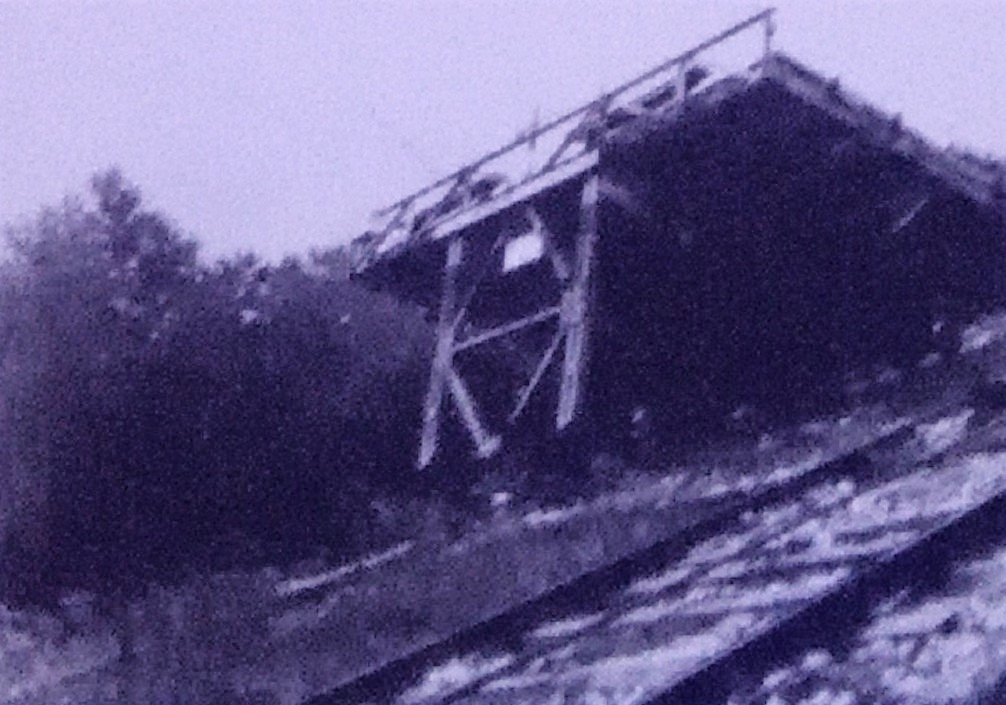
Antico fotogramma con dettaglio su una delle piattaforme di carico della funicolare

### Teleferica
Una teleferica trasporta i massi marmorei dalla cava alla ferrovia superiore. La funivia originale, avente una lunghezza di 475 m e superante un dislivello di 175 m, rimase in uso fino al 2011, anno in cui venne dismesso e sostituito da un nuovo impianto, più moderno e dalla maggiore potenza e capienza, nonché sviluppato su un tratto più lungo.

### Ferrovia superiore
La ferrovia superiore, a scartamento metrico, collega la stazione di valle della teleferica con la stazione di monte della funicolare. La tratta originale era lunga circa 1900 m; nel 2012 l'inaugurazione della nuova teleferica ne ha comportato il dimezzamento.

### Funicolare
La funicolare (o piano inclinato) dispone di un singolo binario con scartamento di 2,5335 m, con un raddoppio a metà percorso per consentire l'incrocio tra i carri provenienti da direzioni opposte. La tratta è lunga circa 960 m e supera un dislivello di 479 m. Il materiale rotabile è costituito da due carri da trasporto larghi 8 metri ciascuno, configurati in modo da tenere il carico sempre in piano; sopra di essi vengono posizionati i vagoni staccati dal locomotore, opportunamente assicurati con ganci e cavi di ritegno. Ciascun pianale ha una portata massima di 18 tonnellate.
La trazione avviene tramite un motore elettrico posto a monte, il cui meccanismo comprende un argano pesante circa 40 tonnellate.

### Ferrovia inferiore
La ferrovia inferiore collega la stazione di valle del piano inclinato con lo stabilimento della Lasa Marmo, ove la tratta termina dopo aver superato un piccolo ponte sull'Adige. Si tratta anche in questo caso di una ferrovia a scartamento metrico lunga circa 800 m, quasi completamente in rettilineo (fatta salva una curva vicino alla stazione di base della funicolare, atta a permettere ai carri di raggiungere la posizione corretta di carico).
Nei pressi dello stabilimento si trova altresì la stazione di Lasa, servita dalla ferrovia della Val Venosta, ove fino al 1990 i massi venivano caricati su appositi convogli che li trasportavano poi al di fuori della valle. Tali servizi, cessati con la temporanea dismissione della linea, non sono più ripresi: la tratta è infatti nuovamente attiva dal 2005, ma per soli servizi passeggeri.

## Materiale rotabile
Il materiale motore delle ferrovie inferiore e superiore è costituito da due automotori TIBB del 1930 (uno operativo sulla linea a monte, l'altro a valle), originariamente alimentati tramite batterie elettriche e in seguito convertiti a trazione Diesel.
Vi era poi in dotazione un terzo esemplare di automotore ad accumulatori, costruito nel 1930 dalla Carminati & Toselli con equipaggiamento elettrico TIBB. Tale mezzo nel 1941 fu ceduto alla ferrovia della Val di Fiemme, ove venne dotato di pantografo e adibito a funzionare sotto linea aerea di contatto a 2600 V CC.
I locomotori trainano carri a carrelli Carminati & Toselli del 1929, su cui vengono caricati i blocchi di marmo.

## Galleria d'immagini

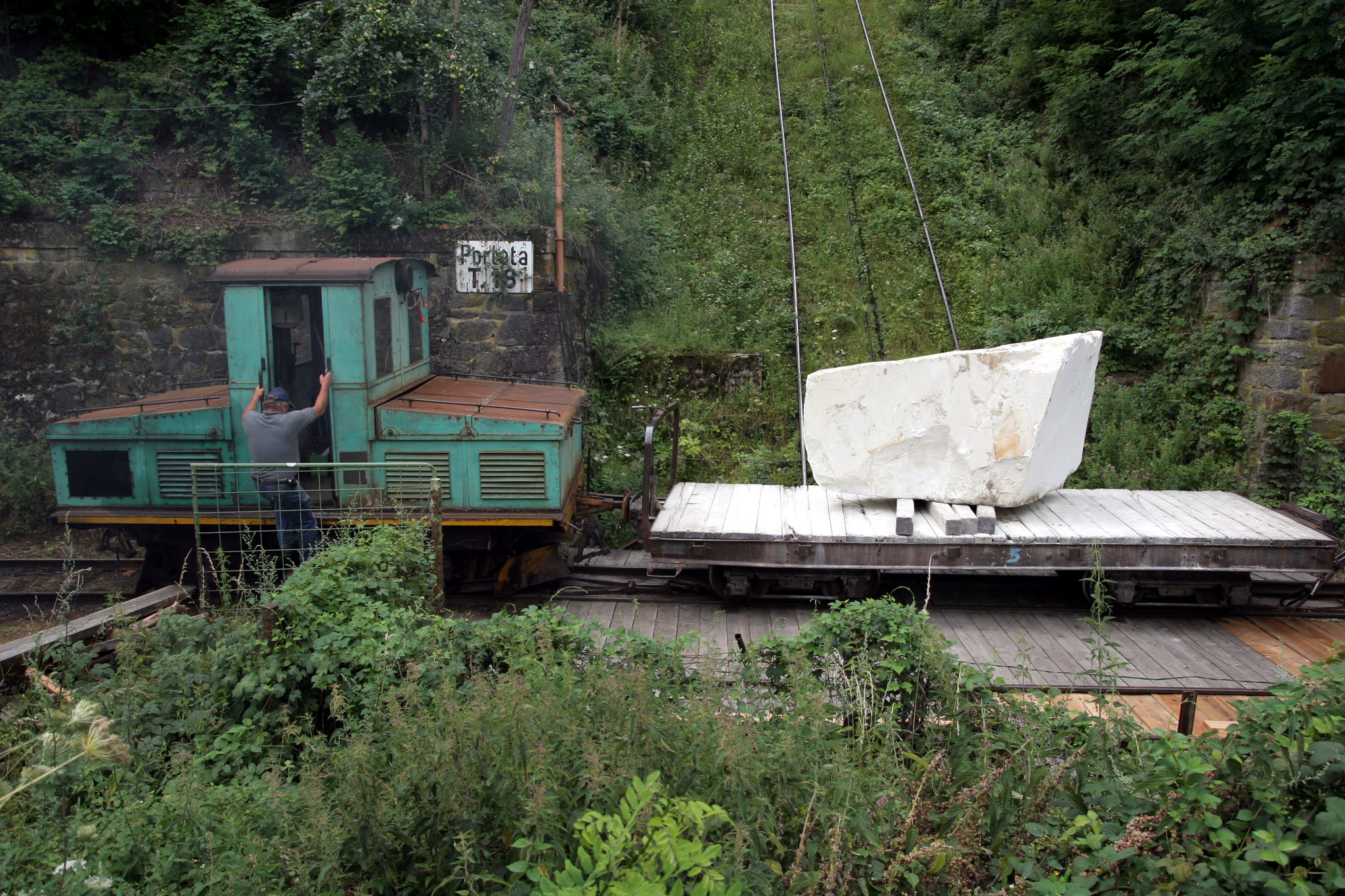
Uno dei pianali mentre viene tolto dalla funicolare e agganciato all'automotore
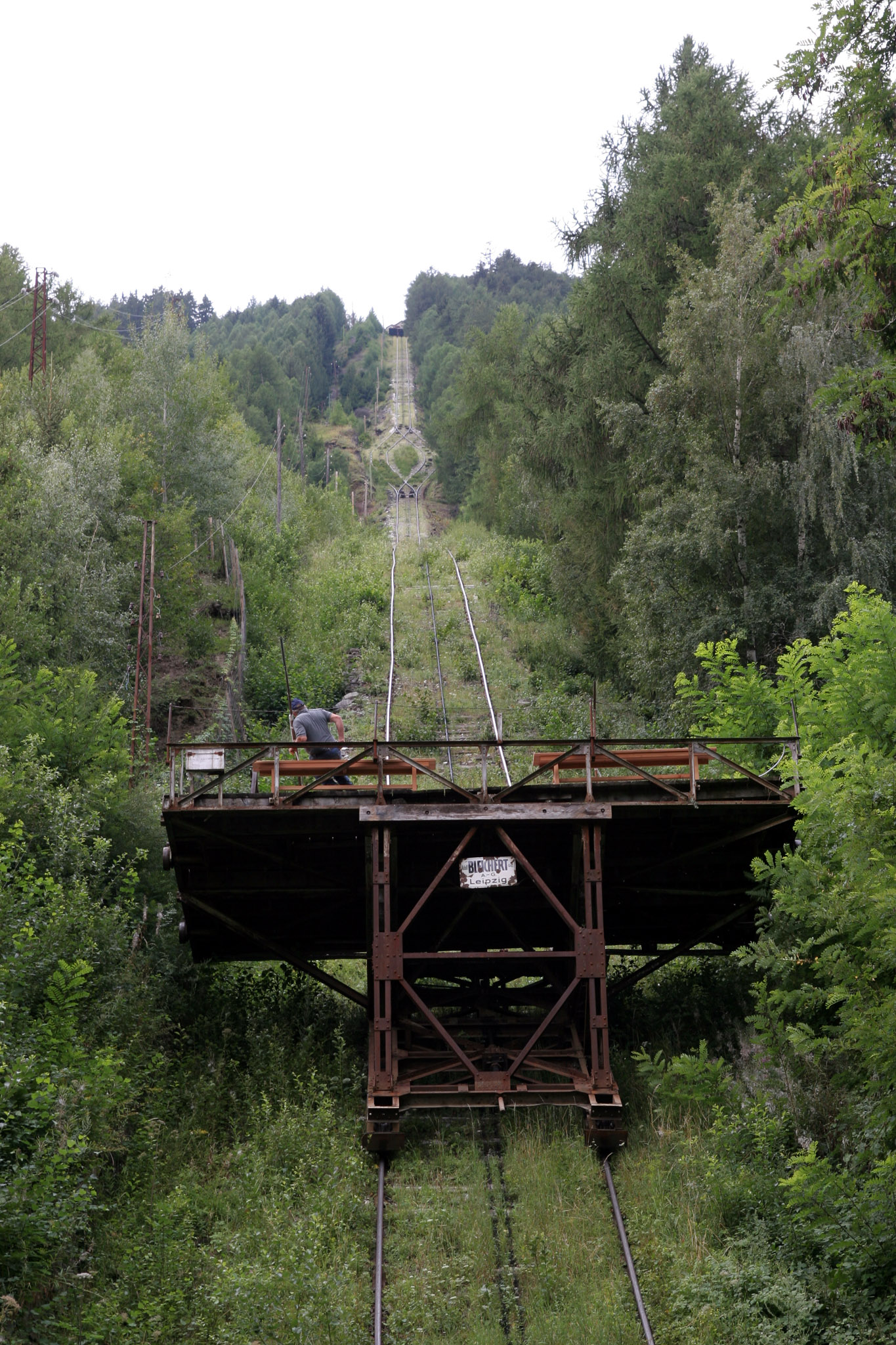
Vista sul tracciato della funicolare dalla stazione di valle
Vista sulla ferrovia dalla teleferica
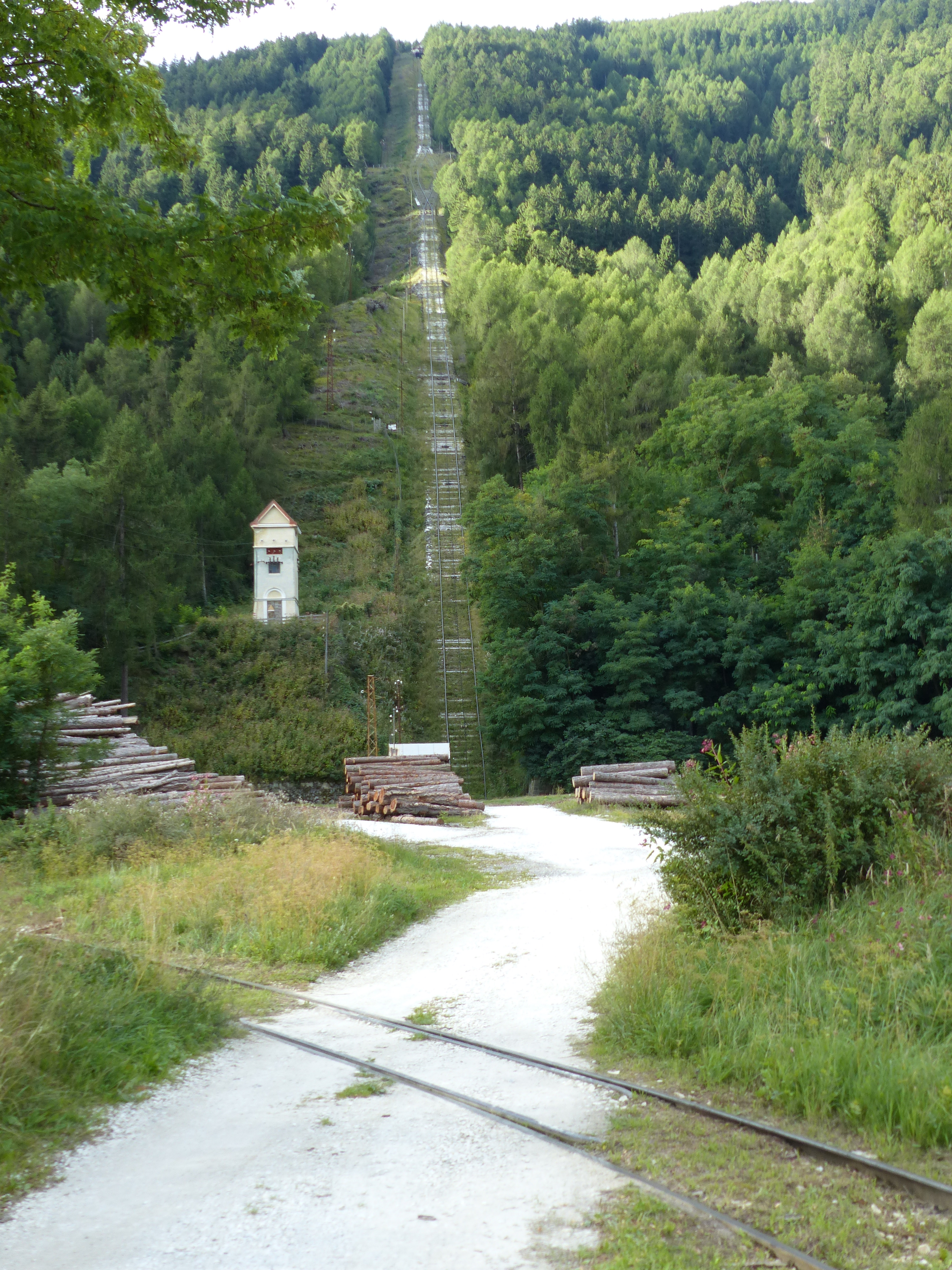
Panorama della funicolare
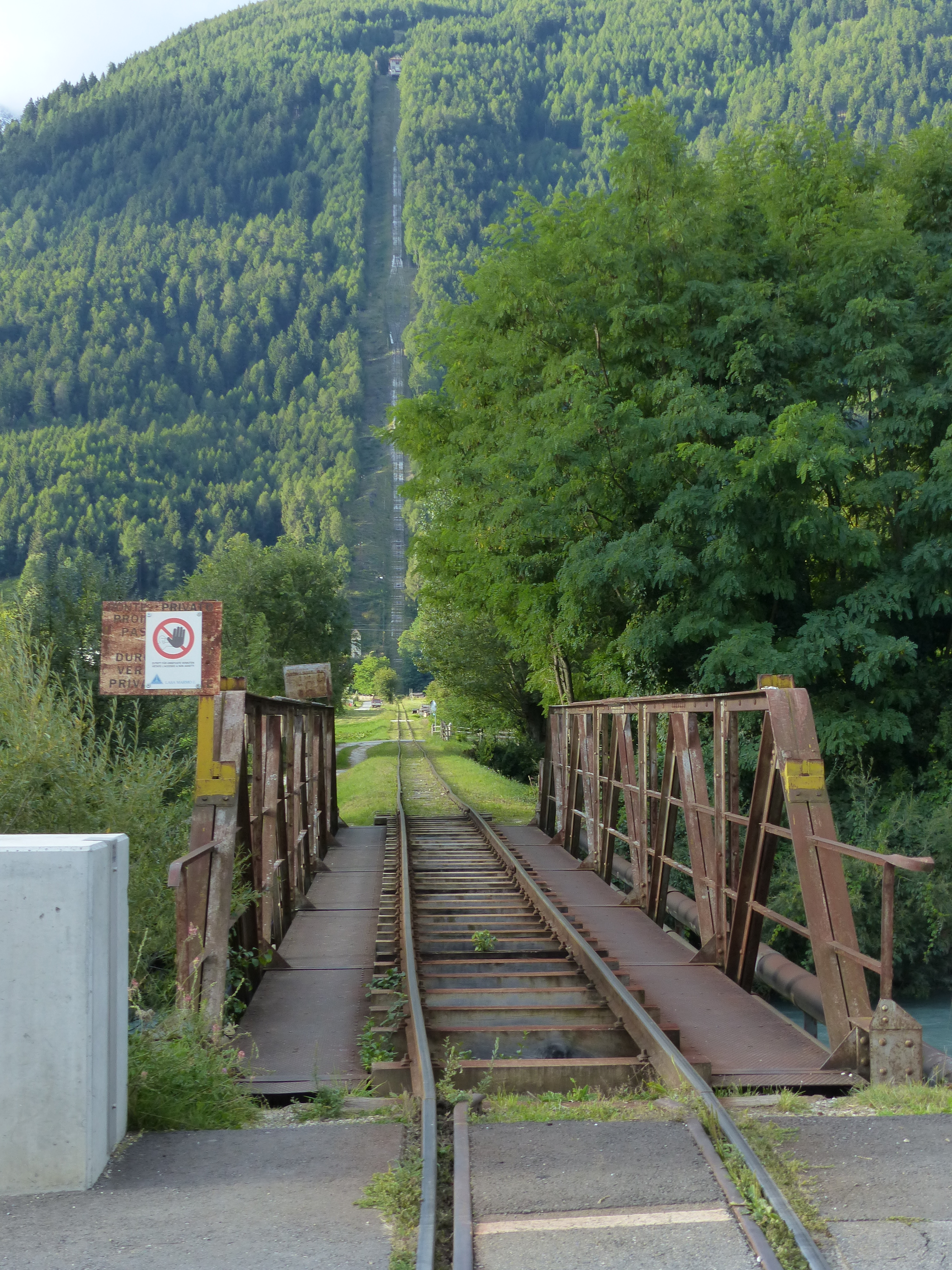
Panoramica del tracciato visto dal ponte sull'Adige nei pressi della stazione di Lasa
Panoramica della linea ferroviaria